# Monthenault
Monthenault ist eine französische Gemeinde mit 145 Einwohnern (Stand 1. Januar 2022) im Département Aisne in der Region Hauts-de-France (vor 2016 Picardie). Sie gehört zum Arrondissement Laon und zum Kanton Laon-2.

## Geografie
Die Gemeinde Monthenault liegt im Höhenzug Chemin des Dames, zehn Kilometer südlich von Laon. Nachbargemeinden von Monthenault sind Presles-et-Thierny im Norden, Bruyères-et-Montbérault im Norden und Osten, Chamouille im Südosten, Pancy-Courtecon im Süden, Colligis-Crandelain im Südwesten und Lierval im Westen.

## Bevölkerungsentwicklung
| Jahr                       | 1962 | 1968 | 1975 | 1982 | 1990 | 1999 | 2007 | 2019 |
| Einwohner                  | 118  | 99   | 94   | 88   | 102  | 106  | 112  | 151  |
| Quellen: Cassini und INSEE |      |      |      |      |      |      |      |      |

## Sehenswürdigkeiten
- Kirche Saint-Martin, erbaut 1932, Monument historique seit 2001
- Schloss Monthenault
- Lavoir
- Wasserturm im Ortsteil Chaumont

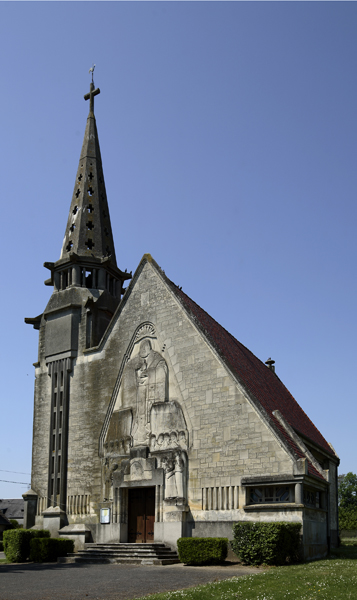
Kirche Saint-Martin
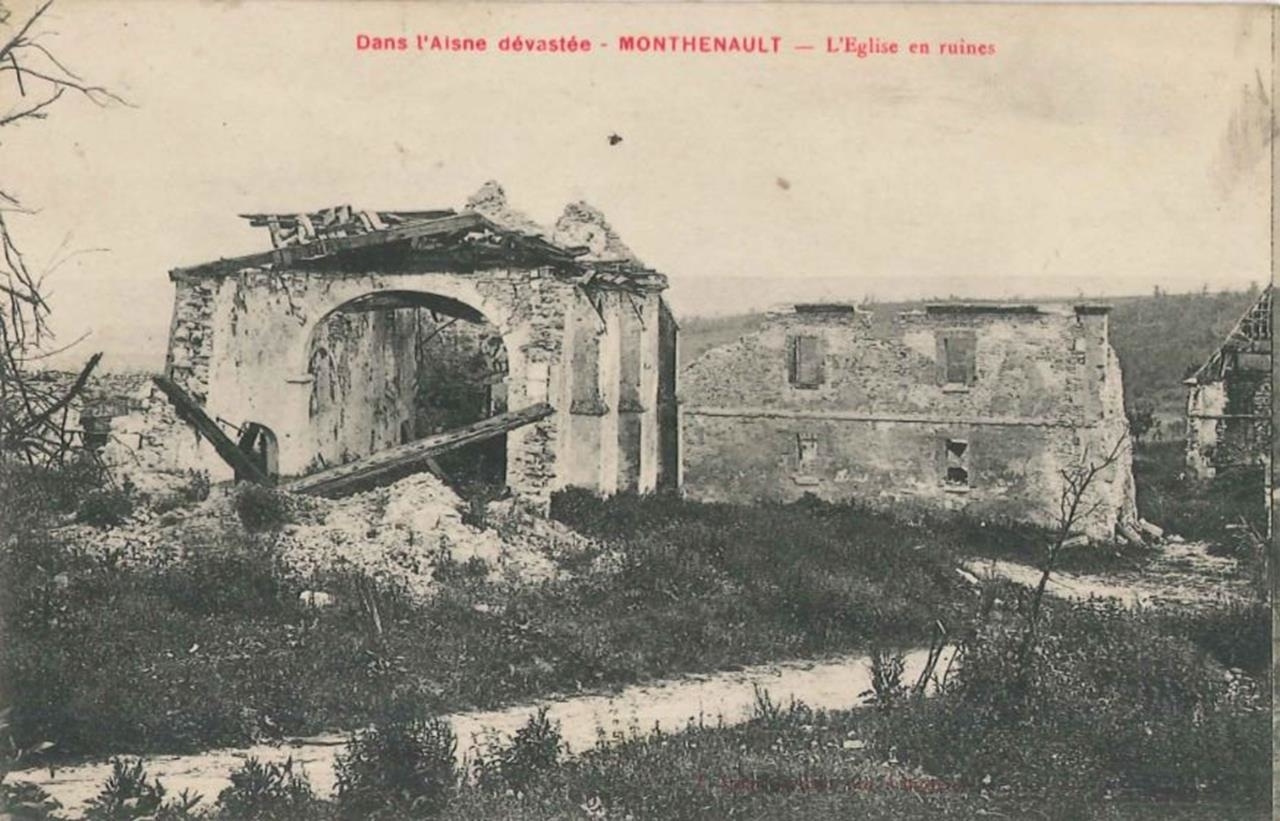
Kirchenruine 1918
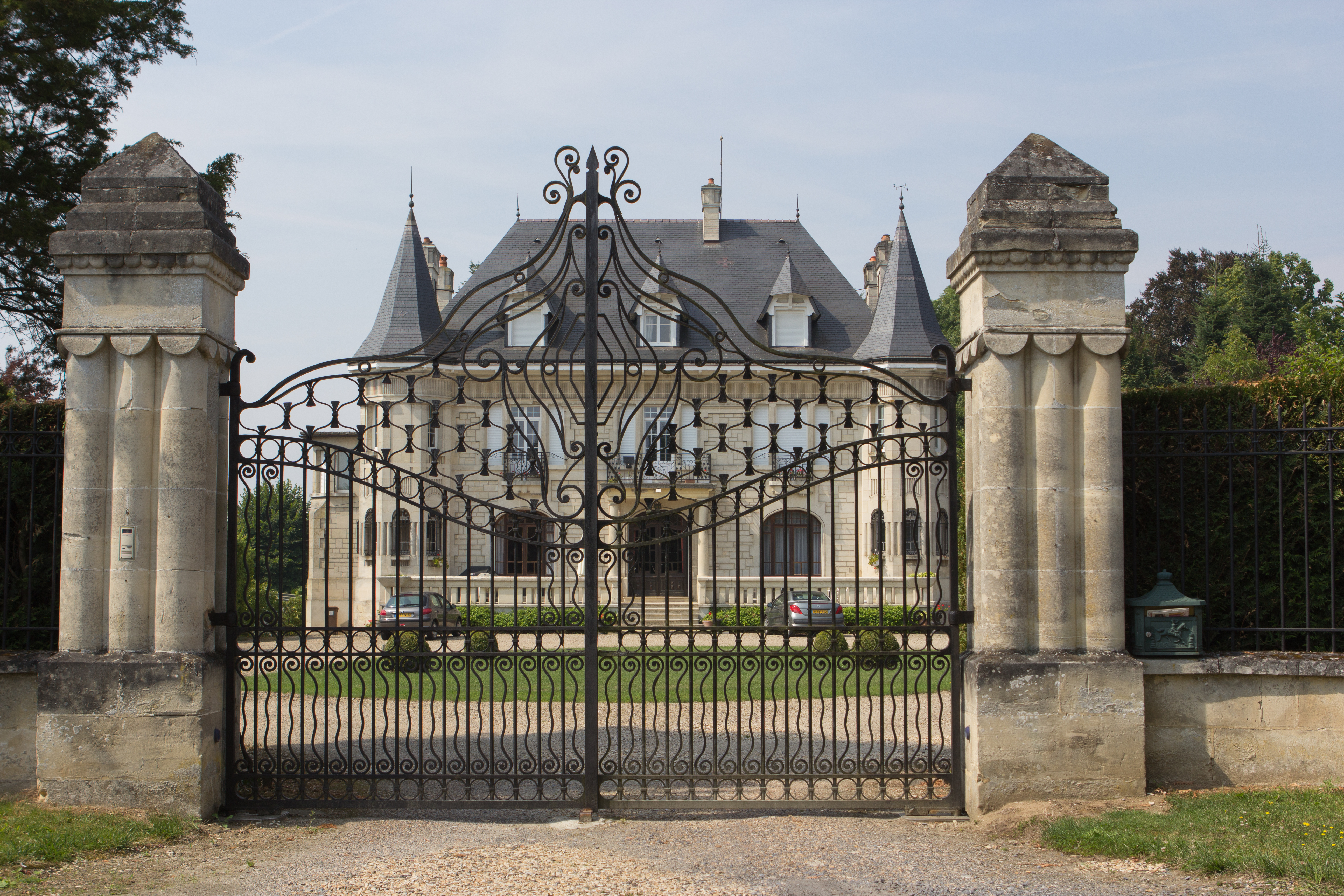
Schloss